# Final de la Copa del Rey de fútbol 2023-24
La final de la Copa del Rey de fútbol 2023-24 de España fue el partido que decidió el ganador de esta competición, que fue la 120.ª edición de su historia. El encuentro se disputó el 6 de abril de 2024 en el Estadio La Cartuja de Sevilla, donde se enfrentaron el Athletic Club y el R. C. D. Mallorca. Ambos equipos se clasificaron como ganadores de la ronda de semifinales en la que eliminaron al Atlético de Madrid y a la Real Sociedad, respectivamente.
El Athletic Club se proclamó vencedor en la tanda de penaltis y conquistó así su vigésimo cuarta copa, después de 40 años de la última y tras seis finales perdidas.

## Finalistas y palmarés
Se muestran en negrita las temporadas en la que el equipo resultó vencedor.
| Equipos           | Finales jugadas anteriormente | Finales jugadas anteriormente |
| ----------------- | ----------------------------- | --- |
| Athletic Club     | 39 (23)                       | 1903, 1904, 1905, 1906, 1910-II, 1911, 1913-I, 1914, 1915, 1916, 1920, 1921, 1923, 1930, 1931, 1932, 1933, 1942, 1943, 1944, 1945, 1949, 1950, 1953, 1955, 1956, 1958, 1966, 1967, 1969, 1973, 1977, 1984, 1985, 2009, 2012, 2015, 2020 y 2021. |
| R. C. D. Mallorca | 3 (1)                         | 1991, 1998 y 2003. |

## Sede de la final
La final se jugó en el estadio de La Cartuja de Sevilla, España.
| España                                     |            |            |            |
| Ciudad                                     | Estadio    |            |            |
| Sevilla                                    | La Cartuja | La Cartuja | La Cartuja |
|                                            |            |            |            |
| 57 600 espectadores                        |            |            |            |
| Final de la Copa del Rey de fútbol 2023-24 |            |            |            |

## Camino a la final
| Athletic Club         | Athletic Club         | Athletic Club         | Eliminatoria  | R. C. D. Mallorca     | R. C. D. Mallorca     | R. C. D. Mallorca     |
| --------------------- | --------------------- | --------------------- | ------------- | --------------------- | --------------------- | --------------------- |
| Rival                 | Resultado             | Resultado             | Fase          | Rival                 | Resultado             | Resultado             |
| U. E. Rubí            |                       | 1–2                   | Primera ronda | C. D. Boiro           |                       | 0–4                   |
| C. D. Cayón           |                       | 0–3                   | Segunda ronda | C. D. Valle de Egüés  |                       | 0–3                   |
| S. D. Eibar           |                       | 0–3                   | Dieciseisavos | Burgos C. F.          |                       | 0–3                   |
| Deportivo Alavés      |                       | 2–0                   | Octavos       | C. D. Tenerife        |                       | 0–1 (t. s.)           |
| F. C. Barcelona       |                       | 4–2 (t. s.)           | Cuartos       | Girona F. C.          |                       | 3–2                   |
| Atlético de Madrid    |                       | 0–1                   | Semifinales   | Real Sociedad         |                       | 0–0                   |
| Atlético de Madrid    |                       | 3–0                   | Semifinales   | Real Sociedad         |                       | 1–1 (4:5 p.)          |
| Resultado global: 0–4 | Resultado global: 0–4 | Resultado global: 0–4 | Semifinales   | Resultado global: 1–1 | Resultado global: 1–1 | Resultado global: 1–1 |

## Ficha de partido
| 13    | POR   | Julen Agirrezabala      |        |
| 18    | DEF   | Óscar de Marcos         |        |
| 3     | DEF   | Dani Vivian             |        |
| 4     | DEF   | Aitor Paredes           |        |
| 17    | DEF   | Yuri Berchiche          | 105+1' |
| 16    | MED   | Iñigo Ruiz de Galarreta | 80'    |
| 24    | MED   | Beñat Prados            | 46'    |
| 8     | MED   | Oihan Sancet            | 90'    |
| 9     | DEL   | Iñaki Williams          | 90'    |
| 11    | DEL   | Nico Williams           | 90'    |
| 12    | DEL   | Gorka Guruzeta          |        |
| D. T. | D. T. | Ernesto Valverde        |        |

| 13    | POR   | Dominik Greif     |        |
| 20    | DEF   | Giovanni González |        |
| 24    | DEF   | Martin Valjent    | 90'    |
| 21    | DEF   | Antonio Raíllo    |        |
| 6     | DEF   | José Copete       | 105+3' |
| 3     | DEF   | Toni Lato         | 110'   |
| 6     | MED   | Sergi Darder      | 62'    |
| 12    | MED   | Samú Costa        |        |
| 14    | MED   | Dani Rodríguez    | 74'    |
| 17    | DEL   | Cyle Larin        | 62'    |
| 7     | DEL   | Vedat Muriqi      |        |
| D. T. | D. T. | Javier Aguirre    |        |

| 6  | MED | Mikel Vesga    | 46'    |
| 30 | MED | Unai Gómez     | 80'    |
| 10 | MED | Iker Muniain   | 90'    |
| 7  | DEL | Álex Berenguer | 90'    |
| 22 | DEL | Raúl García    | 90'    |
| 15 | DEF | Iñigo Lekue    | 105+1' |

| 8  | MED | Manu Morlanes        | 62'    |
| 18 | MED | Antonio Sánchez      | 62'    |
| 23 | DEL | Nemanja Radonjić     | 74'    |
| 15 | DEF | Pablo Maffeo         | 90'    |
| 2  | DEF | Matija Nastasić      | 105+3' |
| 4  | DEF | Siebe Van der Heyden | 110'   |

| 50' | Oihan Sancet | 1:1 |

| 21' | Dani Rodríguez | 0:1 |

| Acierto de penal · Acierto de penal · Acierto de penal · Acierto de penal | Raúl García Iker Muniain Mikel Vesga Álex Berenguer | 1:1 2:1 3:1 4:2 |

| Acierto de penal · Fallo de penal · Fallo de penal · Acierto de penal | Vedat Muriqi Manu Morlanes Nemanja Radonjić Antonio Sánchez | 0:1 1:1 2:1 3:2 |

| 27' | Aitor Paredes |

| 90+1' · 119' · 126' | Vedat Muriqi Nemanja Radonjić Giovanni González |

| Principal  | Munuera Montero        |
| Asistentes | Prieto López de Ceraín |
|            | Barbero Sevilla        |
| Cuarto     | Muñiz Ruiz             |
| Quinto     | Martínez Moreno        |

| VAR            | Prieto Iglesias |
| Asistentes VAR | Jaime Latre     |
|                | Ortiz Arias     |

|  |                    |     |     |
|  | Tiros              | 30  | 13  |
|  | Tiros a puerta     | 7   | 5   |
|  | Faltas             | 15  | 25  |
|  | Saques de esquina  | 8   | 4   |
|  | Penaltis           | 0   | 0   |
|  | Fueras de juego    | 2   | 1   |
|  | Posesión del balón | 68% | 32% |

| 13    | POR   | Julen Agirrezabala      |        |
| 18    | DEF   | Óscar de Marcos         |        |
| 3     | DEF   | Dani Vivian             |        |
| 4     | DEF   | Aitor Paredes           |        |
| 17    | DEF   | Yuri Berchiche          | 105+1' |
| 16    | MED   | Iñigo Ruiz de Galarreta | 80'    |
| 24    | MED   | Beñat Prados            | 46'    |
| 8     | MED   | Oihan Sancet            | 90'    |
| 9     | DEL   | Iñaki Williams          | 90'    |
| 11    | DEL   | Nico Williams           | 90'    |
| 12    | DEL   | Gorka Guruzeta          |        |
| D. T. | D. T. | Ernesto Valverde        |        |

| 13    | POR   | Dominik Greif     |        |
| 20    | DEF   | Giovanni González |        |
| 24    | DEF   | Martin Valjent    | 90'    |
| 21    | DEF   | Antonio Raíllo    |        |
| 6     | DEF   | José Copete       | 105+3' |
| 3     | DEF   | Toni Lato         | 110'   |
| 6     | MED   | Sergi Darder      | 62'    |
| 12    | MED   | Samú Costa        |        |
| 14    | MED   | Dani Rodríguez    | 74'    |
| 17    | DEL   | Cyle Larin        | 62'    |
| 7     | DEL   | Vedat Muriqi      |        |
| D. T. | D. T. | Javier Aguirre    |        |

| 6  | MED | Mikel Vesga    | 46'    |
| 30 | MED | Unai Gómez     | 80'    |
| 10 | MED | Iker Muniain   | 90'    |
| 7  | DEL | Álex Berenguer | 90'    |
| 22 | DEL | Raúl García    | 90'    |
| 15 | DEF | Iñigo Lekue    | 105+1' |

| 8  | MED | Manu Morlanes        | 62'    |
| 18 | MED | Antonio Sánchez      | 62'    |
| 23 | DEL | Nemanja Radonjić     | 74'    |
| 15 | DEF | Pablo Maffeo         | 90'    |
| 2  | DEF | Matija Nastasić      | 105+3' |
| 4  | DEF | Siebe Van der Heyden | 110'   |

| 50' | Oihan Sancet | 1:1 |

| 21' | Dani Rodríguez | 0:1 |

| Acierto de penal · Acierto de penal · Acierto de penal · Acierto de penal | Raúl García Iker Muniain Mikel Vesga Álex Berenguer | 1:1 2:1 3:1 4:2 |

| Acierto de penal · Fallo de penal · Fallo de penal · Acierto de penal | Vedat Muriqi Manu Morlanes Nemanja Radonjić Antonio Sánchez | 0:1 1:1 2:1 3:2 |

| 27' | Aitor Paredes |

| 90+1' · 119' · 126' | Vedat Muriqi Nemanja Radonjić Giovanni González |

| Principal  | Munuera Montero        |
| Asistentes | Prieto López de Ceraín |
|            | Barbero Sevilla        |
| Cuarto     | Muñiz Ruiz             |
| Quinto     | Martínez Moreno        |

| VAR            | Prieto Iglesias |
| Asistentes VAR | Jaime Latre     |
|                | Ortiz Arias     |

|  |                    |     |     |
|  | Tiros              | 30  | 13  |
|  | Tiros a puerta     | 7   | 5   |
|  | Faltas             | 15  | 25  |
|  | Saques de esquina  | 8   | 4   |
|  | Penaltis           | 0   | 0   |
|  | Fueras de juego    | 2   | 1   |
|  | Posesión del balón | 68% | 32% |

| 13    | POR   | Julen Agirrezabala      |        |
| 18    | DEF   | Óscar de Marcos         |        |
| 3     | DEF   | Dani Vivian             |        |
| 4     | DEF   | Aitor Paredes           |        |
| 17    | DEF   | Yuri Berchiche          | 105+1' |
| 16    | MED   | Iñigo Ruiz de Galarreta | 80'    |
| 24    | MED   | Beñat Prados            | 46'    |
| 8     | MED   | Oihan Sancet            | 90'    |
| 9     | DEL   | Iñaki Williams          | 90'    |
| 11    | DEL   | Nico Williams           | 90'    |
| 12    | DEL   | Gorka Guruzeta          |        |
| D. T. | D. T. | Ernesto Valverde        |        |

| 13    | POR   | Dominik Greif     |        |
| 20    | DEF   | Giovanni González |        |
| 24    | DEF   | Martin Valjent    | 90'    |
| 21    | DEF   | Antonio Raíllo    |        |
| 6     | DEF   | José Copete       | 105+3' |
| 3     | DEF   | Toni Lato         | 110'   |
| 6     | MED   | Sergi Darder      | 62'    |
| 12    | MED   | Samú Costa        |        |
| 14    | MED   | Dani Rodríguez    | 74'    |
| 17    | DEL   | Cyle Larin        | 62'    |
| 7     | DEL   | Vedat Muriqi      |        |
| D. T. | D. T. | Javier Aguirre    |        |

| 6  | MED | Mikel Vesga    | 46'    |
| 30 | MED | Unai Gómez     | 80'    |
| 10 | MED | Iker Muniain   | 90'    |
| 7  | DEL | Álex Berenguer | 90'    |
| 22 | DEL | Raúl García    | 90'    |
| 15 | DEF | Iñigo Lekue    | 105+1' |

| 8  | MED | Manu Morlanes        | 62'    |
| 18 | MED | Antonio Sánchez      | 62'    |
| 23 | DEL | Nemanja Radonjić     | 74'    |
| 15 | DEF | Pablo Maffeo         | 90'    |
| 2  | DEF | Matija Nastasić      | 105+3' |
| 4  | DEF | Siebe Van der Heyden | 110'   |

| 50' | Oihan Sancet | 1:1 |

| 21' | Dani Rodríguez | 0:1 |

| Acierto de penal · Acierto de penal · Acierto de penal · Acierto de penal | Raúl García Iker Muniain Mikel Vesga Álex Berenguer | 1:1 2:1 3:1 4:2 |

| Acierto de penal · Fallo de penal · Fallo de penal · Acierto de penal | Vedat Muriqi Manu Morlanes Nemanja Radonjić Antonio Sánchez | 0:1 1:1 2:1 3:2 |

| 27' | Aitor Paredes |

| 90+1' · 119' · 126' | Vedat Muriqi Nemanja Radonjić Giovanni González |

| Principal  | Munuera Montero        |
| Asistentes | Prieto López de Ceraín |
|            | Barbero Sevilla        |
| Cuarto     | Muñiz Ruiz             |
| Quinto     | Martínez Moreno        |

| VAR            | Prieto Iglesias |
| Asistentes VAR | Jaime Latre     |
|                | Ortiz Arias     |

|  |                    |     |     |
|  | Tiros              | 30  | 13  |
|  | Tiros a puerta     | 7   | 5   |
|  | Faltas             | 15  | 25  |
|  | Saques de esquina  | 8   | 4   |
|  | Penaltis           | 0   | 0   |
|  | Fueras de juego    | 2   | 1   |
|  | Posesión del balón | 68% | 32% |

| 13    | POR   | Julen Agirrezabala      |        |
| 18    | DEF   | Óscar de Marcos         |        |
| 3     | DEF   | Dani Vivian             |        |
| 4     | DEF   | Aitor Paredes           |        |
| 17    | DEF   | Yuri Berchiche          | 105+1' |
| 16    | MED   | Iñigo Ruiz de Galarreta | 80'    |
| 24    | MED   | Beñat Prados            | 46'    |
| 8     | MED   | Oihan Sancet            | 90'    |
| 9     | DEL   | Iñaki Williams          | 90'    |
| 11    | DEL   | Nico Williams           | 90'    |
| 12    | DEL   | Gorka Guruzeta          |        |
| D. T. | D. T. | Ernesto Valverde        |        |

| 13    | POR   | Dominik Greif     |        |
| 20    | DEF   | Giovanni González |        |
| 24    | DEF   | Martin Valjent    | 90'    |
| 21    | DEF   | Antonio Raíllo    |        |
| 6     | DEF   | José Copete       | 105+3' |
| 3     | DEF   | Toni Lato         | 110'   |
| 6     | MED   | Sergi Darder      | 62'    |
| 12    | MED   | Samú Costa        |        |
| 14    | MED   | Dani Rodríguez    | 74'    |
| 17    | DEL   | Cyle Larin        | 62'    |
| 7     | DEL   | Vedat Muriqi      |        |
| D. T. | D. T. | Javier Aguirre    |        |

| 6  | MED | Mikel Vesga    | 46'    |
| 30 | MED | Unai Gómez     | 80'    |
| 10 | MED | Iker Muniain   | 90'    |
| 7  | DEL | Álex Berenguer | 90'    |
| 22 | DEL | Raúl García    | 90'    |
| 15 | DEF | Iñigo Lekue    | 105+1' |

| 8  | MED | Manu Morlanes        | 62'    |
| 18 | MED | Antonio Sánchez      | 62'    |
| 23 | DEL | Nemanja Radonjić     | 74'    |
| 15 | DEF | Pablo Maffeo         | 90'    |
| 2  | DEF | Matija Nastasić      | 105+3' |
| 4  | DEF | Siebe Van der Heyden | 110'   |

| 50' | Oihan Sancet | 1:1 |

| 21' | Dani Rodríguez | 0:1 |

| Acierto de penal · Acierto de penal · Acierto de penal · Acierto de penal | Raúl García Iker Muniain Mikel Vesga Álex Berenguer | 1:1 2:1 3:1 4:2 |

| Acierto de penal · Fallo de penal · Fallo de penal · Acierto de penal | Vedat Muriqi Manu Morlanes Nemanja Radonjić Antonio Sánchez | 0:1 1:1 2:1 3:2 |

| 27' | Aitor Paredes |

| 90+1' · 119' · 126' | Vedat Muriqi Nemanja Radonjić Giovanni González |

| Principal  | Munuera Montero        |
| Asistentes | Prieto López de Ceraín |
|            | Barbero Sevilla        |
| Cuarto     | Muñiz Ruiz             |
| Quinto     | Martínez Moreno        |

| VAR            | Prieto Iglesias |
| Asistentes VAR | Jaime Latre     |
|                | Ortiz Arias     |

|  |                    |     |     |
|  | Tiros              | 30  | 13  |
|  | Tiros a puerta     | 7   | 5   |
|  | Faltas             | 15  | 25  |
|  | Saques de esquina  | 8   | 4   |
|  | Penaltis           | 0   | 0   |
|  | Fueras de juego    | 2   | 1   |
|  | Posesión del balón | 68% | 32% |

|                       |
|                       |
| Campeón Athletic Club |
| 24° título            |